# Kaspersky Anti-Virus
Kaspersky Anti-Virus (en rus: Антивирус Касперского (Antivirus Kasperskogo); abans conegut com a AntiViral Toolkit Pro; sovint conegut com a KAV) és un programa antivirus propietari desenvolupat per Kaspersky Lab. Està dissenyat per protegir els usuaris del programari maliciós i està dissenyat principalment per a ordinadors amb Microsoft Windows i macOS, encara que hi ha disponible una versió per a Linux per als consumidors empresarials.

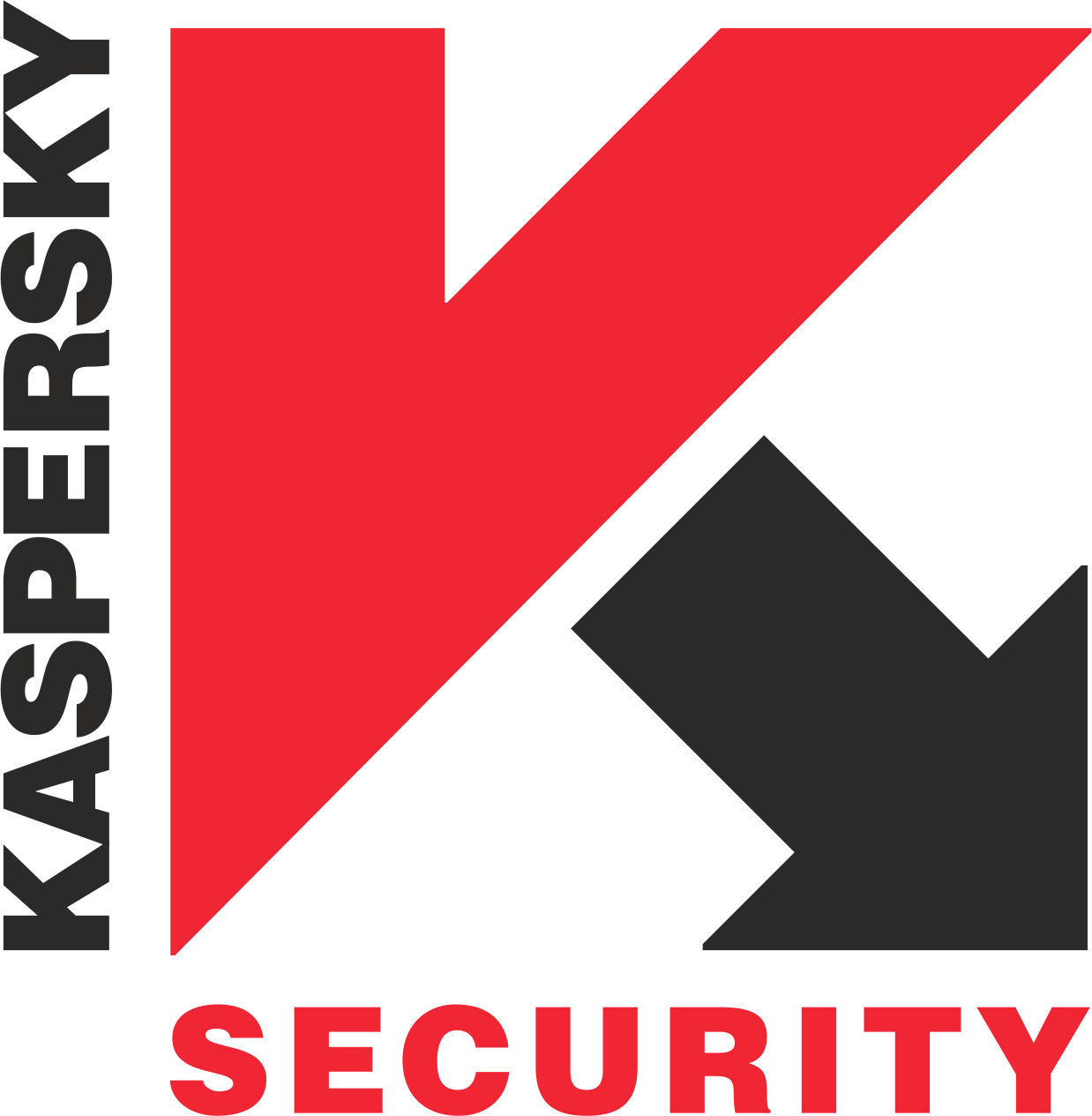
El logotip antic.

## Producte
Les funcions de Kaspersky Anti-Virus inclouen protecció en temps real, detecció i eliminació de virus, troians, cucs, programari espia, adware, keyloggers, eines malicioses i marcadors automàtics, així com detecció i eliminació de rootkits.
Els usuaris de Microsoft Windows poden descarregar un disc de rescat antivirus que escaneja l'ordinador amfitrió durant l'arrencada dins d'un entorn Linux aïllat. A més, Kaspersky Anti-Virus s'impedeix que el programari maliciós la desactivi sense permís de l'usuari mitjançant les sol·licituds d'accés amb contrasenya en desactivar els elements de protecció i canviar la configuració interna. També escaneja el trànsit de missatgeria instantània entrant, el trànsit de correu electrònic, desactiva automàticament els enllaços a llocs d'allotjament de programari maliciós coneguts mentre s'utilitza Internet Explorer o Firefox, i inclou assistència tècnica gratuïta i actualitzacions de productes gratuïtes en períodes de subscripció de pagament.

### Límits
Kaspersky Anti-Virus no té certes funcions que es troben a Kaspersky Internet Security. Aquestes funcions que falten inclouen un tallafoc personal, HIPS, Teclat segur, Anti Spam, AntiBanner i eines de control parental.
A més, Kaspersky, com la majoria dels seus competidors, és incompatible amb molts altres programaris antivirus i antispyware.

## Vulnerabilitats de seguretat
L'any 2005, es van descobrir dos defectes crítics a Kaspersky Anti-Virus. Es podria permetre que els atacants s'adjudiquin els sistemes que l'utilitzen, i un altre permetia als fitxers CHM inserir codi maliciós. Dies després, el fabricant de programari havia ofert protecció preliminar als clients, i una setmana més tard es va posar a disposició un pegat permanent.

## Sistemes operatius

### Microsoft Windows
Kaspersky s'ha desenvolupat inicialment per a Windows, per tant, el sistema és compatible amb una aplicació client des del principi.

### Linux
Una edició de la solució antivirus de Kaspersky per a estacions de treball Linux està disponible per als consumidors empresarials. Ofereix moltes de les funcions incloses a la versió principal per a Windows, inclosos els escàners d'accés i sota demanda.
Les edicions especialitzades de Kaspersky Anti-Virus també estan disponibles per a diversos servidors Linux i ofereixen protecció contra la majoria de les formes de programari maliciós.

### Apple Mac OS X / macOS (des del 2016)
La recentment llançada edició de Kaspersky Anti-Virus compatible amb Macintosh és compatible amb Mac OS X Tiger (basat en un processador Intel) i superior per incloure la nova versió Mac OS X Snow Leopard, llançada l'agost de 2009. Les proves internes de Kaspersky Lab conclouen que només consumeixen 2% d'impacte de la CPU en el rendiment i està dissenyat per mantenir una interfície fàcil d'utilitzar semblant a Mac amb la qual els usuaris de Mac estan familiaritzats. Kaspersky Anti-Virus per a Mac conté definicions per detectar i bloquejar programari maliciós que afecti Windows, Linux i macOS per igual. Kaspersky Anti-Virus per a Mac també escaneja les carpetes compartides dels usuaris amb Windowsutilitzant Virtual PC en ordinadors personals Apple Macintosh compatibles.

## Requisits del sistema
| Component                | Windows XP                            | Windows Vista o posterior           | Mac OS X v10.6 o posterior |
| ------------------------ | ------------------------------------- | ----------------------------------- | -------------------------- |
| Processador              | Intel Pentium 4 o equivalent; 800 MHz | Intel Pentium 4 o equivalent; 1 GHz | N/A                        |
| RAM                      | 512 MB                                | 1 GB                                | 1 GB                       |
| Espai lliure al disc dur | 480 MB                                | 480 MB                              | 350 MB                     |

## Premis
Segons AV-Comparatives, Kaspersky Anti-Virus té una alta puntuació entre els escàners de virus en termes de taxes de detecció i eliminació de programari maliciós, tot i que el programa ha fallat dues proves de Virus Bulletin el 2007 i altres dues el 2008. Per exemple, en una prova d'eliminació de programari maliciós realitzada per AV-Comparatives, Kaspersky Antivirus 2013 va rebre la qualificació "Avançada+" més alta i va poder eliminar amb èxit les 14 mostres de programari maliciós utilitzades en aquesta prova i a la següent prova de detecció de fitxers Kaspersky Antivirus 2013 també va ser capaç d'aconseguir la mateixa qualificació "Avançat+" amb una taxa de detecció de mostres del 99,2%. A més, PC Worldva concedir a Kaspersky Anti-Virus 6 la classificació més alta en la seva comparativa d'antivirus del 2007. La coneguda i molt apreciada Ars Technica classifica Kaspersky com una de les millors opcions per a l'antivirus a la plataforma Windows.
Kaspersky Anti-Virus va ser classificat "A" per la revista PC Pro del Regne Unit a finals de 200, on va obtenir una puntuació molt alta per a la detecció i eliminació de programari maliciós. PC Pro atribueix això a "una combinació de l'escaneig heurístic del programari i l'enfocament intransigent de les actualitzacions de bases de dades. Tot i que molts paquets comproven noves signatures de virus diàriament, Kaspersky funciona amb un horari horari, millorant les vostres possibilitats d'immunitzar-vos abans que hi arribi una infecció".